# Ried (Teisendorf)
Ried ist ein Gemeindeteil des Marktes Teisendorf im oberbayerischen Landkreis Berchtesgadener Land. 

## Geographie
Der Weiler liegt circa einen Kilometer östlich von Teisendorf auf der Gemarkung Roßdorf.

## Geschichte
Gemäß dem Steuerbuch von 1779 und dem Kataster von 1812/1813 war Ried damals eine Einöde der Gemeinde Roßdorf mit zwei1⁄8-Anwesen. Der zum Domkapitel gehörige Schuster und der zum Dekanat Teisendorf gehörige Zubau zum Schuster, das „Gut Ried hinter dem Pfarrhof von Teisendorf“.  Als Pfarrhof ist hier der heutige Ort Dechantshof zu verstehen, der noch in der Topografischen Karte von 1959 die Bezeichnung Pfarrhof führte und 500 Meter westlich von Ried liegt.